# Дербијев вунасти опосум
Дербијев вунасти опосум или централноамерички вунасти опосум (Caluromys derbianus) врста је сисара из породице опосума (Didelphidae) и истоименог реда Didelphimorphia.

## Распрострањење
Ареал врсте покрива средњи број држава. 
Врста је присутна у Мексику, Колумбији, Панами, Никарагви, Гватемали, Хондурасу, Костарици, Еквадору и Белизеу.

## Станиште
Станиште врсте су шуме до 2.600 метара надморске висине.

## Угроженост
Ова врста је наведена као последња брига, јер има широко распрострањење и честа је врста.